# Donald Sutherland McPhail
Donald Sutherland McPhail (* 26. Mai 1931 in Halifax, Nova Scotia; † 3. Juli 2022 in Ajax, Ontario) war ein kanadischer Botschafter.

## Leben
Die Eltern von Donald Sutherland McPhail waren Ruby und Donald Sutherland. McPhail schloss ein Studium an der University of New Brunswick 1952 mit einem Bachelor of Arts ab. Im Sommersemester 1952 besuchte er die University of the Netherlands Antilles. Von 1953 bis 1954 studierte er an der London School of Economics and Political Science. Am 27. Mai 1953 heiratete McPhail Ruthz Elizabeth Sacville. Mit ihr hat er drei Kinder.
1955 war McPhail bei der DuPont Co. of Canada beschäftigt. Im gleichen Jahr trat er in den auswärtigen Dienst Kanadas.
| Vorgänger           | Amt | Nachfolger                 |
| ------------------- | --- | -------------------------- |
| Andrew Donald Ross  | kanadischer Botschafter in Santo Domingo 4. Oktober 1970 bis August 1972                                         | Clarence Joseph Van Tighem |
| Bruce Irving Rankin | kanadischer Botschafter in Caracas 11. September 1970 bis August 1972                                            | Clarence Joseph Van Tighem |
| Raymond Harry Jay   | Vertreter der kanadischen Regierung bei den Vereinten Nationen in Genf 25. September 1979 bis 15. September 1983 | John Alan Beesley          |
| Klaus Goldschlag    | kanadischer Botschafter in Bonn 13. Oktober 1983 bis 16. September 1988                                          | William Thomas Delworth    |